# República de Dubrovnik (1991)
A República de Dubrovnik (em sérvio: Дубровачка република; romaniz.: Dubrovačka Republika) foi um protoestado sérvio que existiu durante o Cerco de Dubrovnik na Guerra da Independência da Croácia, autoproclamado em 15 de outubro de 1991 nas áreas ocupadas da Croácia, após ser capturado por membros do 2.º Corpo do Exército Popular Iugoslavo (JNA). Seu presidente provisório foi Aleksandar "Aco" Apolonio, que também foi presidente do Movimento pela República de Dubrovnik.
O território proclamado não correspondia às fronteiras anteriores à República de Ragusa, estendendo-se de Neum (a única cidade costeira da Bósnia e Herzegovina) a Prevlaka (na fronteira marítima da Croácia com Montenegro), e só existia nas aldeias ocupadas de Cavtat e Konavle. O Tribunal Penal Internacional para a ex-Iugoslávia (TPIJ), durante o julgamento do presidente sérvio Slobodan Milošević, identificou a República de Dubrovnik como parte de várias regiões da Croácia que Milošević procurou incorporar num "Estado dominado pelos sérvios". O TPIJ afirmou que a campanha do JNA na região de Dubrovnik visava garantir território para esta entidade política.

## Proclamação
A República de Dubrovnik foi proclamada oficialmente em Cavtat em 24 de novembro de 1991. Nesta reunião, o "Pequeno Conselho da República de Dubrovnik" foi estabelecido como órgão dirigente da república. O conselho tinha 12 membros, entre os quais Aleksandar Apolonio, Ivo Lang, Miro Bratoš, Mirko Vujačić, Blažo Zlopaša e Uglješa Jović. A reunião contou com a presença de um grande número de cidadãos de Dubrovnik, Cavtat, Konavalo, Mlin e Kupar.
"Nós gostamos de liberdade aqui. E o Exército Popular Iugoslavo nunca foi uma força de ocupação, como as autoridades fascistas e ustasha (na Croácia) tentam caluniá-lo. Aqui ela nos garante uma vida livre e condições para reconstruir com nossos próprios esforços o que foi destruído pela guerra. A ideia de formar a República de Dubrovnik já existe há muito tempo, mas não foi permitida a sua expressão livre. Procuramos um acordo completamente diferente daquele que a população de Dubrovnik tem tido desde 1944, e especialmente deste dos últimos anos. Não nos encontraremos mais numa situação em que importem guerras, hordas e ódio. Chegou a hora de levantar a cabeça, de dizer que a área de Dubrovnik e a cidade pertencem a Dubrovnik"
 – Apolonio durante a reunião.
A função do Conselho no território controlado pelo JNA era simbólica, porque o verdadeiro poder policial e judicial estava nas mãos do exército iugoslavo. No entanto, a importância da acção destas autoridades reside na sua tentativa de normalizar a vida civil nestes territórios.

## Desenvolvimento posterior
Em Janeiro de 1992, o líder nacionalista sérvio Vojislav Šešelj declarou o seu endosso a um estado que incluía a Sérvia, Montenegro, Macedônia, Bósnia e Herzegovina, a República Sérvia de Krajina e a República de Dubrovnik dentro das suas fronteiras. Šešelj e o seu Partido Radical Sérvio endossaram o estabelecimento da República de Dubrovnik.

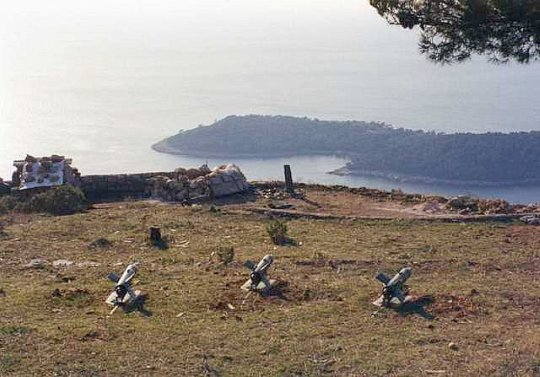
Foguetes JNA em posição diretamente em frente a Dubrovnik em dezembro de 1991

Embora tenha sido estabelecido com a assistência do JNA, o governo sérvio não emitiu quaisquer declarações de apoio a este governo e não incluiu a república nas suas discussões políticas. No entanto, a liderança sérvia desejava a incorporação de Dubrovnik num estado pan-sérvio, como demonstrado no diário de Borisav Jović e comunicações interceptadas dentro do círculo íntimo do presidente sérvio Slobodan Milošević, com a fronteira do Adriático do estado pan-sérvio com Croácia sendo ambientada no porto de Ploče.
A liderança montenegrina durante o cerco de Dubrovnik tinha planos de anexar Dubrovnik juntamente com as "regiões costeiras da Croácia entre a cidade de Neum, Bósnia e Herzegovina, no noroeste e a fronteira montenegrina no sudeste" em Montenegro. Quanto a Ploče, foi decidido em novembro de 1991 que a cidade se tornaria um território das áreas controladas pelos sérvios da Bósnia e Herzegovina (antes da formação da Republika Srpska em 1992). Devido à necessidade de utilização do território da Bósnia e Herzegovina para lançar a invasão de Dubrovnik, o líder sérvio da Bósnia, Radovan Karadžić, foi incluído nos planos para tomar Dubrovnik. Dias antes da formação da República de Dubrovnik, em 7 de outubro de 1991, Karadžić, em uma conversa telefônica, disse: "Dubrovnik precisa ser salva para a Iugoslávia. Que seja uma república... Alguns cidadãos deveriam ser encontrados lá para decidir quando serão libertados". Mais tarde naquela semana, numa conversa telefónica com Gojko Đogo, Karadžić disse que Dubrovnik "tem de ser colocada sob comando militar e pronto... Dubrovnik nunca foi croata!". Đogo respondeu declarando que o território ao redor de Dubrovnik precisava ser limpo etnicamente, dizendo: "Queime tudo e adeus!... Ao norte do rio Dubrovnik matem todo mundo!".
Durante o Cerco de Dubrovnik, as forças irregulares sérvias e montenegrinas e os reservistas do JNA atacaram em Dubrovnik, quase ninguém foi poupado da violência; pequenas aldeias e fazendas foram saqueadas, casas e fazendas foram incendiadas, incêndios foram provocados em campos e pomares e o gado foi morto. A população predominantemente croata de Dubrovnik fugiu totalmente da cidade em meio à violência.

## A queda da República
Embora o JNA tivesse concordado com um cessar-fogo em janeiro de 1992, o sul da Dalmácia, ao sul de Ston, ainda estava sob a ocupação do grupo Trebinje-Bileća do 2º Exército do JNA, que bombardeava Dubrovnik; O envolvimento do JNA terminou oficialmente em maio de 1992, o que marcou a dissolução oficial da república, e o grupo foi redesignado como Corpo Bósnio-Sérvio-Herzegovina em 4 de maio de 1992. Após a retirada do JNA, milhares de civis de Dubrovnik e arredores fugiram para Montenegro e Sérvia, devido ao medo do exército croata.
Apesar da retirada do JNA, os combates entre a unidade sérvia da Bósnia e as forças do exército croata continuaram até 23 de outubro de 1992.

## Consequências
Após o colapso da república, temendo represálias, a maioria dos seus simpatizantes fugiu da Croácia. Algumas estimativas mencionam mesmo o número de 15.000 civis que fugiram de Dubrovnik para a República Federal da Iugoslávia após a retirada do JNA.
O líder do Movimento pela República de Dubrovnik e primeiro primeiro-ministro da autoproclamada República, Aleksandar Aco Apolonio, fugiu para Belgrado, onde viveu até à sua morte. Devido à proclamação da república, Apolónio, Ivo Lang e outros foram ainda mais perseguidos e condenados, e a sua difamação, mesmo nos meios de comunicação públicos, continuou mais tarde. Apolonio também foi condenado a 12 anos de prisão na Croácia.
Na cidade e no condado de Dubrovnik-Neretva, existem hoje vários partidos e organizações que apoiam as ideias de distanciar Dubrovnik do resto da Croácia.